# Sergeja
Sergeja, slovenska pevka zabavne glasbe.
Leta 2005 in 2006 se je udeležila Eme, Slovenske popevke ter Melodij morja in sonca. Za pesem "Tu da du" je posnela videospot.

## Nastopi na glasbenih festivalih

### EMA
- 2005: Nedotaknjena (Franci Zabukovec - Darja Pristovnik - Franci Zabukovec) - 13. mesto (1.148 telefonskih glasov)
- 2006: Tu da du (Franci Zabukovec - Franci Zabukovec - Franci Zabukovec) - 13. mesto (0 točk)

### Slovenska popevka
- 2006: "Se zgodi" (Franci Zabukovec - Simon Meglič - Franci Zabukovec)

### Melodije morja in sonca
- 2005: "Pusti vse skrbi" (Franci Zabukovec - Jernej Adamič - Franci Zabukovec)
- 2006: "Danes je nov dan" (Miha Hercog - Saša Lendero - Miha Hercog) - 9. mesto